# Incatenata dal destino
Incatenata dal destino è un film italiano del 1956 diretto da Enzo Di Gianni.

## Produzione
Protagonista l'attrice e cantante Eva Nova, moglie del regista, il film, a carattere musicale ed ambientato a Napoli, rientra nel filone del melodramma strappalacrime, genere in voga in quegli anni tra il pubblico italiano (sebbene in quel periodo fosse entrato nella sua fase calante).

## Distribuzione
Il film fu distribuito nelle sale cinematografiche italiane a partire dal 24 febbraio del 1956.